# Pavol Rankov
Pavol Rankov (ur. 16 września 1964 w Popradzie) – słowacki pisarz, autor opowiadań i powieści.
Ukończył studia na Uniwersytecie Komeńskiego, gdzie również pracował jako wykładowca w katedrze bibliotekoznawstwa i informacji naukowej. Jako prozaik debiutował w 1995 zbiorem opowiadań S odstupom času (pol. Z perspektywy czasu) − teksty w tym zbiorze charakteryzuje wymieszanie realizmu z elementami fantastycznymi. Kolejne tomy opowiadań opublikował w 2001 i 2004. W 2011 ukazał się polski wybór utworów Rankova pochodzących z tych trzech książek, zatytułowany Bratysława jest mała. Pierwszą powieść Stalo sa prvého septembra (alebo inokedy) wydał w 2008, w 2011 ukazała się druga − Matky. Ma również w dorobku prace naukowe poświęcone komunikacji, przepływowi informacji i mass mediom.
W 1995 pisarz otrzymał prestiżową Nagrodę im. Ivana Kraski, przyznawaną debiutującym słowackim autorom, a w 1997 roku uzyskał włoską nagrodę literacką Premio Letterario Internazionale Jean Monnet. Za swoją pierwszą powieść otrzymał w 2009 m.in. Europejską Nagrodę Literacką oraz Nagrodę Czytelników dziennika „Sme”. W 2014 został laureatem Nagrody Literackiej Europy Środkowej „Angelus” za powieść Zdarzyło się  pierwszego września (albo kiedy indziej) w przekładzie Tomasza Grabińskiego. Otrzymał także przyznaną po raz pierwszy Nagrodę Czytelników im. Natalii Gorbaniewskiej.

## Twórczość
- S odstupom času (zbiór opowiadań, 1995)
- My a oni / Oni a my (zbiór opowiadań, 2001)
- V tesnej blízkosti (zbiór opowiadań, 2004)
- Zdarzyło się pierwszego września (albo kiedy indziej) [Stalo sa prvého septembra (alebo inokedy) (powieść, 2008)][5]
- Matki (Matky, powieść, 2011)[6]